# Federazione pallavolistica dell'Armenia
La Federazione armena di pallavolo è un'organizzazione fondata per governare la pratica della pallavolo in Armenia.
Organizza il campionato maschile e femminile, e pone sotto la propria egida la nazionale maschile e femminile.
Ha aderito alla FIVB nel 1991.